# USS Ommaney Bay (CVE-79)
Авіаносець «Оммані Бей» (англ. Ommaney Bay (CVE-79)) — ескортний авіаносець США часів Другої світової війни, типу «Касабланка».

## Історія створення

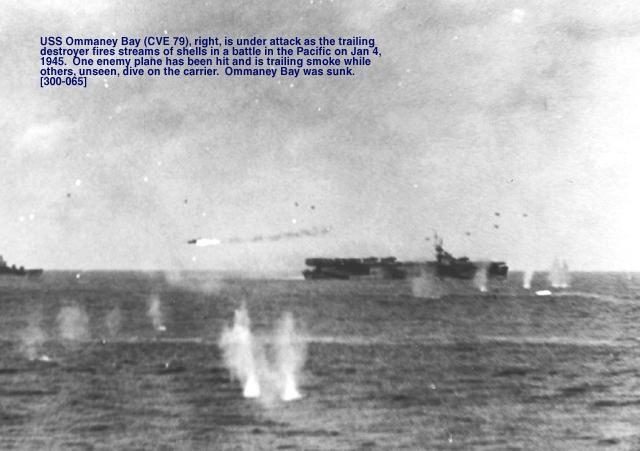
Камікадзе атакує авіаносець «Оммані Бей», 4 січня 1945 року

Авіаносець «Оммані Бей» був закладений 6 жовтня 1943 року на верфі Kaiser Shipyards у Ванкувері. Спущений на воду 29 грудня 1943 року, вступив у стрій 11 лютого 1944 року.

## Історія служби
Після вступу в стрій авіаносець брав участь в десантних операціях на Західні Каролінські острови (вересень 1944 року), десантній операції на о. Лейте та битві в затоці Лейте (жовтень-грудень 1944 року) та в затоці Лінгаєн (о. Лусон, січень 1945 року).
Вдень 4 січня 1945 року, коли «Оммані Бей» перебував в морі Сулу, він був атакований камікадзе. Літак врізався в політну палубу з правого борту корабля. Дві бомби пробили політну палубу. Одна з них вибухнула в ангарі, спричинивши пожежі та вибухи повністю заправлених та споряджених літаків; друга пробила ангарну палубу та вибухнула на другій палубі. Спроби загасити вогонь не увінчались успіхом, і о 17-50 була віддана команда залишити корабель.
О 19-45 авіаносець був потоплений торпедою з есмінця «Бернз». Втрати склали 95 чоловік загиблими (в тому числі 2 чоловік з есмінця «Бернс») і 65 чоловік пораненими.